# Neoramia koha
Neoramia koha là một loài nhện trong họ Agelenidae.
Loài này thuộc chi Neoramia. Neoramia koha được miêu tả năm 1973 bởi Raymond Robert Forster & Wilton.